# Laurent Montoisy
Laurent Montoisy (Brussel, 29 mei 1987) is een Belgisch tennisser en padeller.

## Levensloop
In 2016 maakte hij deel uit van de Belgische selectie die deelnam aan het wereldkampioenschap padel in het Portugese Cascais. Op het WK van 2022 te Dubai bereikte hij met het Belgisch team de kwartfinale.